# Добровольская, Марина Михайловна
Марина Михайловна Добровольская (5 сентября 1939; РСФСР, СССР, Россия) — советская и российская актриса театра и кино, театральный деятель.

## Биография
Марина родилась 5 сентября 1939 в России.
В 1960 году окончила Школу-студию МХАТ. С 1960-1964 года играла в театре «Современник».
В 1964-1987 годах актриса МХАТ, в 1987-1994 — актриса МХАТ им. Горького.
Ныне — руководитель театрального коллектива «Товарищество артистов МХАТ».
Последний фильм с участием артистки был «Владимир Высоцкий. Я не верю судьбе» (документальный, 2013).

## Личная жизнь
Была замужем за Геннадием Яловичем, своим однокурсником. В семье появился сын Андрей. С мужем Марина позднее рассталась.

## Фильмография
- Старый Новый год (Даша) — 1980
- Поэма о крыльях (эпизод) — 1979
- Юлия Вревская | Yuliya Vrevskaya | Юлия Вревска (Болгария, СССР, эпизод) — 1977
- Ночь над Чили (миссис Джексон) — 1977
- Великое пророчество (фильм-спектакль). Вера Лютович — 1970
- Эгмонт (фильм-спектакль). Клара — 1969
- Операция «Трест» (Лена Зубова) — 1967
- Война и мир (Вера, старшая сестра Наташи Ростовой). Андрей Болконский | фильм 1-й| - 1965
- Возвращение Вероники (Вероника — главная роль) — 1963
- Мост перейти нельзя (мисс Форсайт) — 1960
- Прокурорская проверка (разные эпизоды)- 2011-2013

## Участие в фильмах
- Владимир Высоцкий. Я не верю судьбе (документальный) — 2013
- Высоцкий. Вот и сбывается всё. Что пророчится… (документальный) — 2011

## Театральные работы

### Современник
- Монастырская — «Вечно живые»
- Женщина, которую он любил — «Четвёртый»
- Жена 1-го секретаря — «По московскому времени»
- Дороти — «Пятая колонна».

### МХАТ
- Свет; Фея — «Синяя птица» М. Метерлинка;
- Даша — «Старый Новый год» М. Рощина;
- Раевская — «Обратная связь» А. Гельмана;
- Настенька; Татьяна Ивановна — «Село Степанчиково и его обитатели» Ф. Достоевского;
- 1-я приживалка — «На всякого мудреца довольно простоты» А. Островского;
- Роза Песочинская — «Ретро» А. Галина;
- Маска — «Сон разума» А.-Б. Вальехо;
- Придворная дама — «Жизнь Галилея» Б. Брехта;
- Мартина — «Кола Брюньон» Р. Ролана;
- Татьяна Николаевна — «Муж и жена снимут комнату» М. Рощина;
- Тереза — «Амадей» П. Шеффера;
- Женщина с кружевами — «Кремлёвские куранты» Н. Погодина;
- Гримёр — «Кино»;
- Мария — «Эльдорадо» А. Соколовой;
- Аня — «Сталевары» Г. Бокарева;
- Девка в картине «Мокрое» — «Братья Карамазовы» Ф. Достоевского;
- Продавщица роз — «Три толстяка» Ю. Олеши и М. Горюнова;
- Жительница посёлка — «Прощание с Матёрой» В. Распутина;
- Вице-губернаторша — «Мёртвые души» М. Булгакова по Н. Гоголю.